# Straach
Straach este o comună din landul Saxonia-Anhalt, Germania.